# Myrmecium itatiaiae
Myrmecium itatiaiae är en spindelart som beskrevs av Cândido Firmino de Mello-Leitão 1932. 
Myrmecium itatiaiae ingår i släktet Myrmecium och familjen flinkspindlar. Inga underarter finns listade i Catalogue of Life.